# I Am Rich
I Am Rich (česky Jsem bohatý) je aplikace pro iOS, která byla dříve distribuována pomocí App Store a vyvinul ji Armin Heinrich. Po spuštění se na obrazovce objeví pouze zářící červený drahokam a ikona, která při stisknutí zobrazí následující mantru ve velkém textu:

I am rich / Jsem bohatý 

I deserv [sic] it / zasloužím si to (slovo zasloužím je psáno s chybou) 

I am good, / Jsem dobrý, 

healthy & / zdravý & 

successful / úspěšný

Aplikace je popsaná jako „umělecké dílo bez jakýchkoliv skrytých funkcí“ s jediným cílem, a to ukázat ostatním lidem, že si ji majitel mohl dovolit, což z ní činí luxusní pozlátko. I Am Rich se prodávala na App Store za 999,99 USD, 799,99 € a 599,99 £, což je nejvyšší cena, kterou Apple umožňuje na App Store stanovit. Aplikace byla z App Store bez vysvětlení smazána hned druhý den po vydání, tedy 6. srpna 2008.

## Nákupy
| Viděli jsme tuto aplikaci s několika přáteli a ze srandy jsme klikli na „koupit“ s tím, že je to vtip, a abychom viděli, co se bude dít. … NENÍ TO ŽÁDNÝ VTIP…NEKUPUJTE TUTO APLIKACI A PROSÍM APPLE, ABY JI SMAZAL Z APP STORE |
| Stížnost jednoho uživatele aplikace I Am Rich |

Během doby, kdy bylo možno aplikaci koupit, tak učinilo osm lidí, z nichž nejméně jeden uvedl, že tak učinil omylem. Šest prodejů v Americe za 999,99 amerických dolarů a dva prodeje do Evropy za 799,99 € přinesly celkem 5 600–5 880 dolarů vývojáři Arminu Heinrichovi a 2 400–2 520 dolarů utržil Apple. V písemném rozhovoru pro Los Angeles Times Heinrich uvedl, že Apple vrátil dvěma zákazníkům peníze, a že je rád, že tak nemá nespokojené zákazníky.

## Ohlasy
Dan Frommer ve svých komentářích na webové stránce Silicon Alley Insider označil aplikaci za „podvod“, „bezcennost“ a nakonec za „vtip, který smrdí snahou lidi podvodně oškubat“, a to postupně 5. 6. a 8. srpna. Aniž by si aplikaci zakoupil, Paul Wagenseil z FOXNews.com odhadoval, že tajná mantra aplikace je „cucák v němčině“ (jelikož Heinrich je Němec). Magazín Wired v článku Briana X. Chena popsal aplikaci I Am Rich jako vyhozené peníze „abyste dokázali, že jste hňup“ a porovnal toto vydání s příspěvkem na nadace pro pacienty s rakovinou a země třetího světa.
Heinrich řekl Marku Milianovi z Los Angeles Times, že dostal dopisy od spokojených zákazníků, „Mám e-maily od zákazníků, kteří píší, že aplikaci opravdu zbožňují [... a že neměli] žádný problém utratit za ni peníze“.

## Podobné aplikace
23. února 2009 CNET Asia informoval o „koncepčně podobné“ aplikaci I Am Richer (česky Jsem bohatší), kterou vytvořil Mike DG pro chytré telefony s operačním systémem Android od firmy Google. Aplikace je nabízena na Android Marketu za cenu 200 amerických dolarů, což je limit, který Google stanovil a který nemá proti aplikaci námitek.
Pod stejným názvem byla aplikace I Am Rich vydána i pro Windows Phone Marketplace 22. prosince 2010, kterou vytvořil DotNetNuzzi. Podle MobileCrunch je tato aplikace stejně zbytečná jako ta originální a stojí 499,99 amerických dolarů, což je cenový strop stanovený Microsoftem.